# Стою Станоев
Стою (Стойо) Василев Станоев е български дипломат и политик от Българска комунистическа партия.

## Биография
Роден е на 10 юни 1921 г. в кюстендилското село Габрешевци. Става член на РМС. Учи право в Софийския университет. За комунистическата си дейност е арестуван и интерниран в Белоградчишко. След Деветосептемврийския преврат прекъсва ученето си в университета. Член е на Областния комитет на РМС в София, а след това е последователно секретар и първи секретар на комитета. По-късно е инструктор и завеждащ сектор при ЦК на БКП. През 1951 г. Станоев е назначен за завеждащ отдел „Специален“ на ЦК на БКП. Между 1953 и 1956 г. учи във висшата политическа школа в Москва. След това се завръща в България и като последовател на Вълко Червенков е назначен за завеждащ отдел „Пропаганда и агитация“ в Окръжния комитет на БКП в София. През 1959 г. е избран за секретар на Окръжния комитет на БКП в Кюстендил, като отговаря за селскостопанските и организационните въпроси. Между 1961 и 1971 г. е първи секретар на Окръжния комитет на БКП в Кюстендил. От 1962 до 1966 г. е кандидат-член на ЦК на БКП, а от 1966 до 1971 г. и член на ЦК на БКП. В периода 1971 – 1975 г. е посланик на България в Унгария. Между 1975 и 1981 г. е главен секретар на Министерството на съобщенията. След това излиза в пенсия. Умира на 26 март 2020 г. в София.

## Книги
- „Светлина и сенки“, 2016